# اسپلوگا
اسپلوگا (به اسپانیایی: Espluga Calva) یک منطقهٔ مسکونی در اسپانیا است که در گاریگوس واقع شده‌است. اسپلوگا ۲۱٫۵ کیلومتر مربع مساحت دارد ۴۳۴ متر بالاتر از سطح دریا واقع شده‌است.

## خواهرخوانده
شهرهای لا اسپلوگا د فرانکلی، Cosne-d'Allier و اسپلوگس د یبرگات خواهرخوانده‌های اسپلوگا هستند.